# Sternopygus
Sternopygus — рід прісноводних костистих риб ряду гімнотоподібних (Gymnotiformes), родина стернопигові (Sternopygidae).
Поширені в тропічних водоймах Південної та Центральної Америки. Розмір дорослих особин, залежно від виду, становить від 19,6 см (Sternopygus castroi) до 140,5 см (Sternopygus macrurus) загальної довжини.
Рід включає такі види:
- Sternopygus aequilabiatus  (Humboldt, 1805)
- Sternopygus arenatus  (Eydoux & Souleyet, 1850)
- Sternopygus astrabes  Mago-Leccia, 1994
- Sternopygus branco  Crampton, Hulen & Albert, 2004
- Sternopygus castroi  Triques, 2000
- Sternopygus dariensis  Meek & Hildebrand, 1916
- Sternopygus macrurus  (Bloch & Schneider, 1801)
- Sternopygus obtusirostris  Steindachner, 1881
- Sternopygus pejeraton  Schultz, 1949
- Sternopygus sabaji  Torgersen & Albert, 2022
- Sternopygus sarae  Torgersen, Galindo-Cuervo, Reis & Albert, 2023
- Sternopygus xingu  Albert & Fink, 1996